# Рудольф Ілловшкі (стадіон)
«Рудольф Ілловшкі Стадіон» (угор. Illovszky Rudolf Stadion) — багатофункціональний стадіон у місті Будапешт, Угорщина, який нині на стадії будівництва, домашня арена ФК «Вашаш».
Спорудження стадіону було розпочато у 2017 році, на місці однойменної арени, демонтованої 2016 року. Відкриття планується на 2018 рік. 